# Ovie Soko
Ovie Soko (Londres, 7 de febrero de 1991) es un baloncestista inglés que actualmente se encuentra sin equipo. Con 2,01 metros de estatura, juega en la posición de ala-pívot.

## Trayectoria deportiva

### Universidad
Jugó tres temporadas con los UAB de la Universidad de Alabama en Birmingham, en las que promedió 6,4 puntos y 4,9 rebotes por partido, antes de ser transferido a los Dukes de la Universidad Duquesne, donde jugó su última temporada, tras cumplir el año que impone la NCAA de parón en transferencias de jugadores, en la que promedió 18,4 puntos y 8,0 rebotes por partido, liderando la Atlantic 10 Conference en anotación, y a pesar de ello solo apareció en el tercer mejor quinteto de la conferencia.

### Profesional
Tras no ser elegido en el Draft de la NBA de 2014, fichó por una temporada con el Boulazac Basket Dordogne de la Pro B, la segunda categoría del baloncesto francés, en la que promedió 13,8 puntos y 5,6 rebotes por partido.
En 2015 fichó por el Aries Trikala de la liga griega, donde en 19 partidos, anotó 16,5 puntos, cogió 7,9 rebotes, dio 2,6 asistencias y robó 2 balones de media por partido, siendo el cuarto máximo anotador de toda la liga en fase regular.
En el mes de abril fichó por un mes con el Enel Brindisi de la Serie A italiana, donde disputó 3 partidos, en los que promedió 6,3 puntos y 1,3 rebotes por partido.
En agosto de 2016 se hace oficial su fichaje por el UCAM Murcia.
El 5 de julio de 2022, firma por los London Lions de la British Basketball League.